# Гринвуд (Делавер)
Гринвуд (енгл. Greenwood) град је у Округу Сасекс у америчкој савезној држави Делавер. По попису становништва из 2010. у њему је живело 973 становника

## Демографија
| Група             | 2000.       | 2010.       |
| Белци             | 615 (73,5%) | 667 (68,6%) |
| Афроамериканци    | 189 (22,6%) | 199 (20,5%) |
| Азијати           | 9 (1,1%)    | 6 (0,6%)    |
| Хиспаноамериканци | 24 (2,9%)   | 78 (8,0%)   |
| Укупно            | 837         | 973         |